# William Jolliffe (1745-1802)
Pour les articles homonymes, voir William Jolliffe.
William Jolliffe (16 avril 1745 - 20 février 1802) est un homme politique britannique qui siège à la Chambre des communes de 1768 à 1802.

## Biographie
Il est le fils aîné de l'homme politique John Jolliffe et de sa femme Mary, fille de Samuel Holden. Il fait ses études au Winchester College et au Brasenose College d'Oxford.
Jolliffe est élu député de Petersfield en 1768, siège contrôlé par son père, qui est décédé en 1771, le laissant patron en exercice. Il l'occupe jusqu'en 1802. Il est Lord du commerce de 1772 à 1779 et Lord de l'amirauté en 1783 .
Il achète le bail de sa résidence de King Street en 1772 pour ce qu'il qualifie de « très bon marché », mais Edward Gibbon décrit l'endroit comme « excellent ». Après sa mort, son fils Hylton vend à Henry Francis Greville, qui l'ouvre sous le nom d'Argyll Rooms .

## Famille
Il épouse Eleanor Hylton, fille et héritière de Richard Hylton, 5e baronnet, et Anne, sœur et cohéritière de John Hylton, de jure 18e baron Hylton. Jolliffe est décédé en février 1802, à l'âge de 56 ans, après être tombé par une trappe dans une cave de sa maison. Sa femme décède la même année. Leur petit-fils William George Hylton Jolliffe devient un homme politique conservateur et est créé baron Hylton en 1866.